# Heartthrob
Heartthrob je sedmé studiové album kanadského dua Tegan and Sara, které bylo vydáno 29. ledna 2013 ve Spojených státech a v Kanadě. 8. února 2013 vyšlo toto album v Austrálii a 11. února v Evropě.
 Dosud byly zveřejněny dva oficiální hudební videoklipy. První, pro singl Closer, vyšel 29. listopadu 2012 a má již necelých 7 milionů zhlédnutí.. Druhý, pro píseň I Was a Fool, měl na oficiálním kanálu YouTube premiéru 24. dubna 2013. 4. července 2013 bylo album Heartthrob v Kanadě označeno za zlaté. 16. července 2013 bylo album zahrnuto do užšího výběru na cenu Polaris Music Prize, která oceňuje nejlepší kanadská alba roku.

## Zázemí
Tegan a Sara začaly toto album nahrávat 20. února 2012 a s nahráváním skončily v květnu roku 2012. Nahrávka byla produkována pány Gregem Kurstinem, Justinem Meldal-Johnsenem a Mikem Elizondem. Obal alba  navrhla dlouholetá umělecká ředitelka skupiny, Emily Storey, originální fotografii použitou na obalu zhotovila úspěšná americká fotografka, Lindsey Byrnes. Skupina vydala celkem osm videí nazvaných „Carpool Confessional“, které dokumentují nahrávací proces. Videa byla pořízena v autě, které Tegan a Saru vozilo mezi jednotlivými nahrávacími studii v Los Angeles. V rámci vydání desky byly nahrány i tzv. Heartthrob interviews, ve kterých účinkovala např. Kate Moennig známá ze seriálu Láska je Láska nebo Cory Monteith známý ze seriálu Glee.
První vydaný singl s názvem „Closer“, vyšel 25. září 2012 a dosáhl prvního místa v hitparádě MuchMusic Top 30. Jde zároveň o jejich první singl, který byl oceněn platinovou deskou (v Kanadě). Hudební video ke skladbě „Closer“, které natočil režisér Isaac Rentz, vydal magazín Spin.com na svých internetových stránkách dne 28. listopadu 2012. Druhý singl z alba, píseň „I Was A Fool“, ke kterému vyšlo hudební video 24. dubna 2013, obsadil první příčku hitparády Top 20 rádia CBC Radio 2, což dělá Tegan a Saru prvními dvojčaty v historii, které tohoto mezníku dosáhly. V červenci 2013 byl tento singl certifikován zlatým (v Kanadě).
Album bylo magazínem Rolling Stone nazváno doposud „nejkomerčnějším albem jejich kariéry“, k čemuž Sara dodala:
„Nechtěly jsme udělat pouze malý krůček. Chtěly jsme naopak udělat jeden velký krok. Naším záměrem bylo uzavřít dekádu s albem Sainthood. Na konci toho alba jsme oslavily naše 30. narozeniny a také deset let v hudebním průmyslu. To byl právě ten čas zamyslet se nad tím, „Kdo jsou Tegan and Sara teď? Jak vypadá jejich budoucnost?“ Některé z odpovědí byly opravdu nudné....Vzaly jsme v potaz čísla: „Kolik alb chceme prodávat? V jakých prostorech chceme hrát? Jak velké je naše vysněné místo k hraní? V jakých zemích chceme vystupovat? Ve kterých zemích je náš sen si zahrát?“ Když jsme našly odpovědi k těmto otázkám, tak jsme si samy pro sebe řekly, „OK, už nemůžeme nahrát album, které od nás lidé očekávají. Nemůžeme nahrát další The Con nebo Sainthood. Dokážeme udělat album, které takzvaně spojí to, co jsme jako kapela dělali v minulosti, s producenty, kteří nám pomohou přikrášlit a tak nějak vylepší náš zvuk.“ Uprímně jsem nevěděla, co od tohoto procesu očekávat. Tegan a já jsme na předešlých nahrávkách pracovaly nezávisle na sobě, napsaly a vytvořily úplná dema spolu s basovou kytarou, bubny, programováním, prostě ten celý proces. Byly jsme zvyklé nechat si trochu toho a přizvat ostatní muzikanty již do rozběhnutého procesu. Ani ne po dni spolupráce s (producentem) Gregem Kurstinem jsem si říkala: „Oh, můj Bože, to je úžasné.“ Už od začátku bylo jasné, že Greg nebude postupovat pomalými, malými krůčky. Doslova to roztočil. Když se nám nelíbilo, co vytvořil, zahodil to, prostě se nás nesnažil takzvaně oblbovat."

## Seznam skladeb
Kromě vyznačených výjimek byly všechny skladby napsány Tegan Quin a Sarou Quin.
| Pořadí         | Název                                                           | Délka |
| -------------- | --------------------------------------------------------------- | ----- |
| 1.             | Closer (T. Quin, S. Quin, Greg Kurstin)                         | 3:29  |
| 2.             | Goodbye, Goodbye                                                | 3:26  |
| 3.             | I Was a Fool                                                    | 3:24  |
| 4.             | I'm Not Your Hero                                               | 3:51  |
| 5.             | Drove Me Wild (T. Quin, S. Quin, Ossama Al Sarraf, Ned Shepard) | 3:49  |
| 6.             | How Come You Don't Want Me (T. Quin, S. Quin, Jack Antonoff)    | 2:53  |
| 7.             | I Couldn't Be Your Friend                                       | 4:19  |
| 8.             | Love They Say                                                   | 3:35  |
| 9.             | Now I'm All Messed Up                                           | 4:08  |
| 10.            | Shock to Your System                                            | 3:36  |
| Celková délka: | Celková délka:                                                  | 36:36 |

Bonusové skladby
| iTunes deluxe edice | iTunes deluxe edice                                 | iTunes deluxe edice |
| Pořadí              | Název                                               | Délka               |
| ------------------- | --------------------------------------------------- | ------------------- |
| 11.                 | Guilty As Charged (T. Quin, S. Quin, Mike Elizondo) | 4:05                |
| 12.                 | I Run Empty                                         | 4:19                |
| Celková délka:      | Celková délka:                                      | 45:00               |

## Obsazení
- Tegan Quin – zpěv (všechny skladby), kytara (5, 6), klávesy (5–7), akustická kytara (8)
- Sara Quin – zpěv (všechny skladby), kytara (5, 6), klávesy (2, 5, 6, 10), programming (2, 8, 10)
- Greg Kurstin – producent, klávesy, kytara (1–4, 7–10), mixing (9), programming (1–4, 7, 8, 10), basová kytara (1–4, 7, 9), piano (3, 9)
- Justin Meldal-Johnsen – producent, basová kytara, kytara, klávesy, programming (5, 6)
- Mike Elizondo – producent, klávesy, programming (11, 12), akustická kytara (12)
- Rob Cavallo – producent, dodatečná kytara, dodatečné perkuse (8)
- Manny Marroquin – mixing (1–8, 10, 11)
- Damian Taylor – mixing (12)
- Joey Waronker – bubny (1–3, 7–10)
- Victor Indrizzo – bubny (5, 6, 11, 12), perkuse (5, 6, 12)
- Dorian Crozier – bubny, perkuse (8)
- Chris Chaney – basová kytara (8)
- Tim Pierce – kytara (8)
- Jamie Muhoberac – klávesy (8)
- Josh Lopez – kytara (11)
- Dave Palmer – klávesy, piano (11, 12)

## Působení v hitparádách
| Hitparáda(2013)                     | Nejvyšší pozice |
| ----------------------------------- | --------------- |
| Australian Albums Chart             | 14              |
| Canadian Albums Chart               | 2               |
| Irish Albums Chart                  | 24              |
| New Zealand Top 40 Albums           | 27              |
| UK Albums Chart                     | 38              |
| US Billboard 200                    | 3               |
| US Billboard Digital Albums         | 2               |
| US Billboard Top Alternative Albums | 1               |
| US Billboard Top Rock Albums        | 1               |
| World Albums Chart                  | 8               |

## Ocenění a nominace
| Rok  | Nominované dílo | Ocenění                                                                   | Výsledek          |
| ---- | --------------- | ------------------------------------------------------------------------- | ----------------- |
| 2013 | „Closer“        | NewNowNext Awards, That's My Jam                                          | nominace          |
| 2013 | Tegan and Sara  | Canadian Radio Music Awards, Nejlepší nová skupina - Dance/Urban/Rhythmic | vítězství         |
| 2013 | „Closer“        | MuchMusic Video Awards, Mezinárodní video roku vytvořené Kanaďanem        | nominace          |
| 2013 | Heartthrob      | Polaris Music Prize                                                       | dosud nevyhlášeno |